# Republika Peščenica
Republika Peščenica bila je satirično-parodijski projekt Željka Malnara. Ime je dobila po zagrebačkoj četvrti Peščenici.
Događaji iz Republike Peščenice prikazivali su se na anti-TV-showu Noćna mora Željka Malnara, subotom od 22:00 do jutarnjih sati na Z1 i OTV-u.

## Znamenite osobe
- Željko Malnar, predsjednik
- Ševa, ministar obrane (Zvonimir Levačić – Ševa)
- Braco Cigan, "Cro-Rom", policajac i borac za prava Roma u Peščenici.
- Cezar Legenda, najpopularniji pjevač u Peščenici.
- Jajan/Jaran, obični novinar.
- Remzo Krak, urednik Dnevnika i voditelj vremenske prognoze u Peščenici.
- Stankec, urednik peščeničkog tjednika 'Ludo Vrapče'
- Darkec, Hrvat koji želi postati Srbin.
- Tarzan, ministar za moral i čudoređe.
- Laki, plesač.
- Anđa, Malnarovo sunce uneređeno.
- Darijan, imitator galeba.
- Ivek, najbolji harmonikaš Peščenice.
- Hasan, peščenički policajac.
- Darko, pjevač i plesač.
- Ali, trbušni plesač.
- Husnija, voditeljica vremenske prognoze.
- Ivo ribar s otoka Oliba, jedan od voditelja dnevnika.
- Giovanni, podvojena ličnost, perač prozora koji misli da je pilot.
- bakica Milica, najpouzdanija osoba predsjednika Peščenice.
- Đibo iz Kutine, pjevač.
- Emir, erotski pjesnik.
- Ljubo, najveći mislilac 21. stoljeća.

## Kulturni događaji
- Dora Noćna mora[1]

## Znamenitosti
- Savica, peščenički nacionalni park
- Drek river[2][3]

## Znameniti događaji iz povijesti
- ratovi za Bundek
- izručivanje peščeničkih junaka Haaškom sudu
- zauzimanje Savudrijske vale od Slovenije i vraćanje Hrvatskoj

## Vanjske poveznice
- Noćna mora
- Index.hr  Arhivirana inačica izvorne stranice od 17. veljače 2012. (Wayback Machine) Junaci Malnarove ulice na HTV-u – Showbiz – XMag
- Internetsko izdanje  Arhivirana inačica izvorne stranice od 2. siječnja 2010. (Wayback Machine)
- Index.hr Kurcolovcem i generalom Prkačinom na njemačke pljačkaše i goste u studiju (Braco, Jajan i Malnar)
- Index.hr Jajan osniva Flašističku stranku i vodi Hrvatsku u Vrapče
- Javno  Arhivirana inačica izvorne stranice od 26. veljače 2008. (Wayback Machine) Snalažljivi predsjednik: Malnar nažicao Mercedese od ruskog tajkuna
- Vjesnik[neaktivna poveznica] Opet zakazala organizacija Mesićeva stožera
- Vjesnik[neaktivna poveznica] Malnar grdi Hrvatsku i Hrvate, jer želi da im bude bolje i ljepše, želi ih popraviti, nema mržnje